# Histoire des Émirats arabes unis

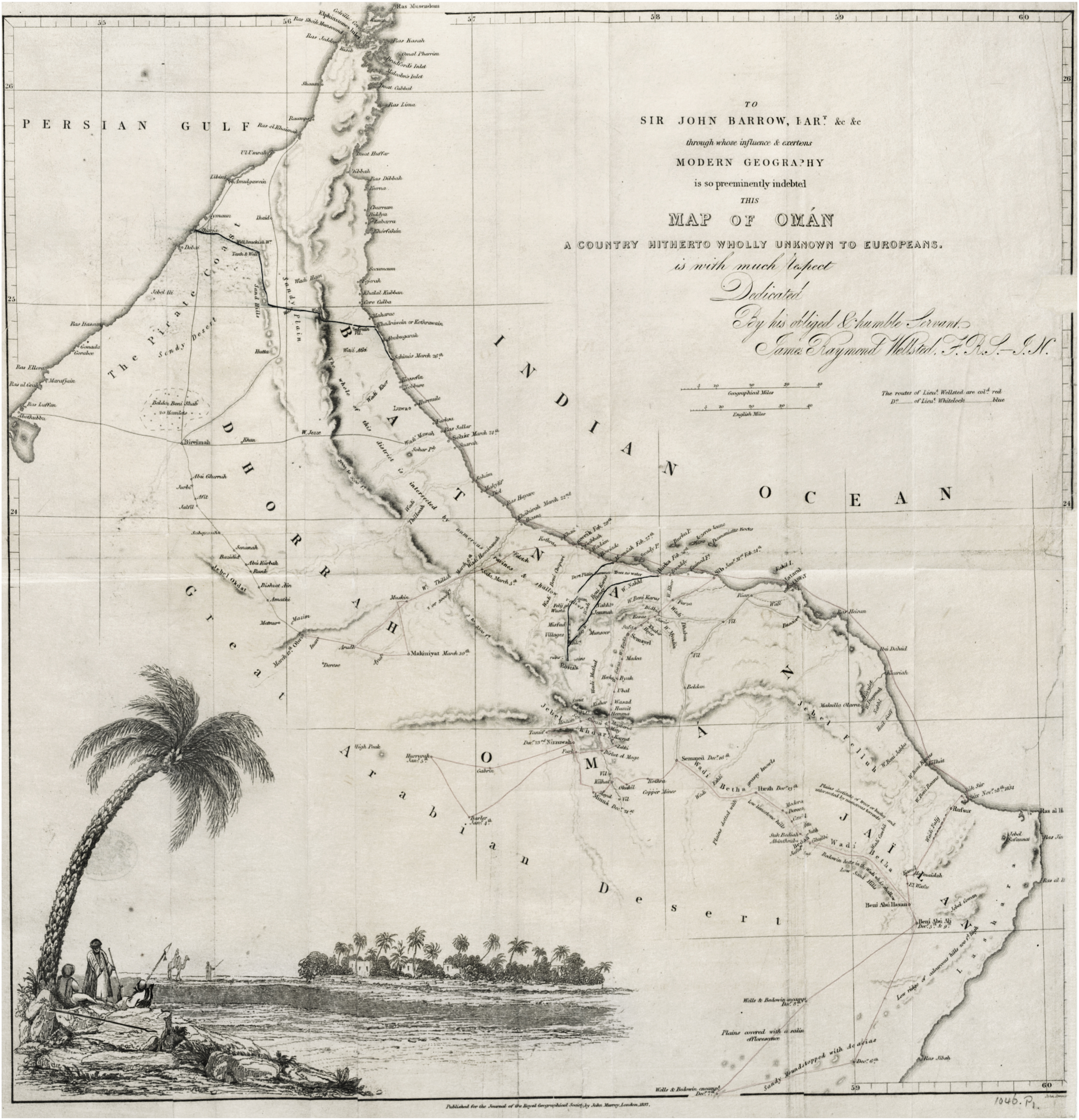
Carte d'Oman datant de 1838, montrant la péninsule qui deviendra en 1971 les Émirats arabes unis.

Les émirats du golfe Persique, connus au XIXe siècle sous le nom d'États de la Trêve, sous protectorat britannique de 1892 à 1971, devinrent en décembre 1971 la fédération des Émirats arabes unis.

## Préhistoire
De récentes découvertes faites dans les Monts Hajar permettent de retracer l'histoire depuis l'apparition des premiers hommes dans la région, il y a plus de 7 500 ans. Ces peuples entretenaient déjà des relations avec les civilisations du Nord, qui sont peu à peu devenues des partenaires commerciaux importants.
L'événement climatique de 4200 AP (période de grande sécheresse) serait à l'origine de la disparition de la culture d'Umm Al Nar (en) (2600-2000) et les débuts de la culture du Wadi Suq (en) (2000-1300).

### Sites archéologiques
- Abou Dhabi : Sir Bani Yas (Zahr), Umm al Ishtan, Bid al Matawah, Al-Aïn, Ain al Faid,
- Dubaï : Jumeirah, Dubai, Deira
- Sharjah : Ajman, Mileiha, Fili, Sharm, Ras Dibba, Badiyah, Asqamqam
- Umm Al Qaywayn : Jazīrat as Sīnīyah, Ad Door,
- Ras Al Khaymah : Ras Al Khaymah, Digadagga, Khatt,
- (Oman : Sohar, Majlis, Bat Tombs, Hazm, Manah, Fanjah, Rusail, Ibra, Samad, Qurayat, Qalhat, Sur, Mirbat, Salalah, Rahab, Ubar...)
- Archéologie aux Émirats arabes unis (en)
- Liste de sites antiques aux Émirats arabes unis (en)
- Centre archéologique de Mleiha (en) (Sharjah)
- Période Hafit (en), Djebel Hafeet (en) (Monts Hajar)
- Culture d'Umm Al Nar (en)
- Culture du Wadi Suq (en)
- Âge du fer aux EAU (en)

## Antiquité
- Satrapie de Maka (en), Makran, Gédrosie (Empire perse achéménide)
- Magan (Oman)
- Dilmun (Bahrein)

## Conquête islamique (630)
Devenu une véritable plaque tournante pour le commerce, le port de Omana (à présent Umm al-Qaiwain), est utilisé par les marchands pour transporter leur marchandise de la Syrie et du sud de l'Irak jusqu'en Inde. Le commerce de perles commence à se développer et à s'imposer comme un commerce important dans la région et dont les revenus sont tout sauf négligeables.
En 630 apr. J.-C., les émissaires de Mahomet arrivent dans la région et convertissent la population à l'islam. Les armées islamiques se servent de Julfar (à présent Ras el Khaïmah) comme avant-poste pour conquérir l'Iran. Au fil du temps, Julfar devient un centre perlier et un port important pour le commerce dans l'océan Indien.

## Conquêtes européennes
Au XVIe siècle, alors que les grandes puissances Européennes se disputaient le contrôle de l'océan Indien, les Portugais luttèrent contre les populations arabes de Julfar et d'autres ports dans le Golfe. À l'intérieur des Terres, de grandes familles commencèrent à prendre le contrôle de différents émirats. En raison de sa puissance, la famille des Qawasim attira notamment l'attention des Britanniques qui voulait s'assurer le contrôle des routes de commerce.
Les Bani Yas régnaient sur l'oasis de Liwa, centre des activités économiques de la région, depuis le début du XVIe siècle. Au début des années 1790, une branche des Bani Yas, les Al Bou Falah, s'installèrent à Abou Dabi sous le pouvoir d'un cheikh de la famille Al Nahyane. Peu après, en 1833, une autre branche de la tribu des Bani Yas, les Al Bou Falasah, s'établirent dans la crique de Dubaï, instaurant ainsi la domination des Al Maktoum dans cet endroit.

## Les États de la Trêve (1820-1971)

Drapeau des États de la Trêve (période 1968-1971)

Après la défaite des Qawasim, en 1820, les Britanniques signent une série d'accords et de traités avec les cheikhs de chaque émirat de la côte du Golfe, celui de 1853 garantissant l'arrêt de la piraterie contre les navires britanniques, d'où le nom des États de la Trêve (en anglais : Trucial States) donné aux actuels Émirats et 4 autres (Dibba, Hamria, Kalba et Hira). Les Britanniques prennent soin de renforcer les liens qui les lient aux États de la Trêve, afin de freiner les convoitises d’autres grandes puissances européennes.
En 1892, un nouveau traité érige les États de la Trêve en protectorat et les fait entrer dans l'empire colonial britannique. Il les engage à ne pas entretenir de relations diplomatiques avec des pays autres que le Royaume-Uni  sans le consentement de ce dernier. En retour, le Royaume-Uni garantit la protection des États de la Trêve contre toute attaque maritime ou terrestre.
Cette période de calme permet à l’industrie perlière de prospérer à la fin du XIXe siècle et au début du XXe siècle. Cependant, les deux guerres mondiales ont un effet très néfaste sur cette industrie, qui finit par s’éteindre juste après la Seconde Guerre mondiale, lorsque le gouvernement indien se met à imposer des taxes sur les perles importées du Golfe.

## Indépendance

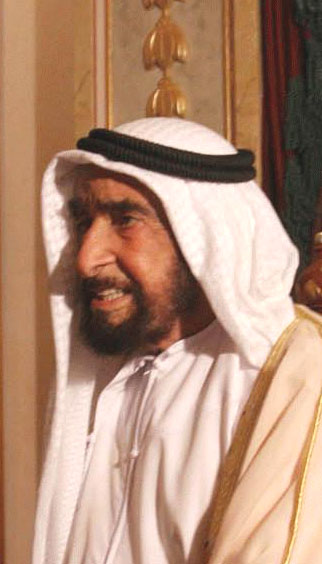
Zayed ben Sultan Al Nahyane.

Au début des années 1960, un premier puits de pétrole fut découvert à Abou Dabi, ce qui permit le développement rapide de l’émirat, sous la conduite de Cheikh Zayed ben Sultan Al Nahyane (1918-2004), qui fit construire des écoles, des hôpitaux, des logements et des routes. Dubaï fut également gagné par cet élan de développement économique, aidé par les recettes des exportations pétrolières.
Les différents émirats commencèrent à se rapprocher et à reprendre le contrôle des mains des Anglais, notamment en formant un conseil qui leur permit de décider eux-mêmes des enjeux politiques les concernant. À la tête de ce conseil se trouvait Adi Bitar, le conseiller de Cheikh Rachid ben Saïd Al Maktoum. Enfin, en 1968, les Britanniques annoncèrent leur décision de mettre fin au traité de protectorat qui les liait aux États de la Trêve, ainsi qu'aux émirats de Bahreïn et du Qatar.
Les 9 états tentèrent de former une union, mais ne parvenant pas à se mettre d’accord, Bahreïn et le Qatar déclarèrent leur indépendance respectivement en août et en septembre 1971. Mais un accord fut conclu entre six émirats (Abou Dabi, Dubaï, Charjah, Oumm al Qaiwain, Fujaïrah et Ajman). Il aboutit à la création d'une fédération, qui prit le nom d'Émirats arabes unis, née officiellement le 2 décembre 1971. Début 1972, le septième émirat, Ras al-Khaimah, rejoignit la fédération.

## Succession dynastique
Dans l'émirat d'Abou Dabi, la famille Al Nahyane est la dynastie régnante depuis environ 1760.
- Chakhbout ben Sultan Al Nahyane (1905-1989), émir 1928-1966
- Zayed ben Sultan Al Nahyane (1918-2004), émir 1966-2004
- Khalifa ben Zayed Al Nahyane (1948-2022), émir 2004-2022
- Mohammed ben Zayed Al Nahyane (1961-), émir depuis 2022

#### 500
- Tribus d'Arabie, Arabie préislamique
- Histoire de l'Arabie orientale (en)
- Expansion de l'islam

#### 750
- Imamat d'Oman (751-1959/1970)
- Oman sous domination portugaise (en) (1507-1656)
- Empire d'Oman (1696-1856), sultanat de Mascate et Oman (1856-1970)
- Expéditions navales ottomanes dans l'océan Indien (route des épices, pèlerinage musulman à La Mecque)
- Kitab-ı Bahriye (1511-1521), Piri Reis
- Campagne ottomane contre Ormuz (1552)
- Côte des Pirates, piraterie dans l'océan Indien
- Campagne britannique en 1809 dans le Golfe Persique (en)
- Campagne britannique en 1819 dans le Golfe Persique (en)

#### 1820
- États de la Trêve (1820-1971)
- Trucial Oman Scouts (en) (1951-1971), force paramilitaire des États de la Trêve, préfiguration des Forces armées émiriennes
- Conflit de Buraimi (1952-1955)

#### 1971
- Saisie d'Abu Musa et des Grands et Petits Tunbs par l'Iran en 1971 (en), Petite et Grande Tunb (détroit d'Ormuz)
- Subdivisions des Émirats arabes unis
- Droit émirien
- Politique aux Émirats arabes unis
- Liste des présidents et émirs des Émirats arabes unis
- Politique étrangère des Émirats arabes unis